# Auhah
Auhah (in inglese Auhah Island; in arabo  جزيرة عوهة‎?) è una piccola isola locata nel Golfo Persico, appartenente allo Stato del Kuwait.
È lunga circa 800 m e larga 540 m, che corrisponde a un'area di circa 0,34 km². Auhah si trova a 4 km a sud-est dell'isola di Failaka e a 33 km da Salmiya, sulla parte continentale dello stato. Acclusi un faro (Faro di Jazirat Auhah) e un piccolo eliporto, l'isola è disabitata e priva di qualsiasi attività fondamentale per la vita.